# بند جوراب

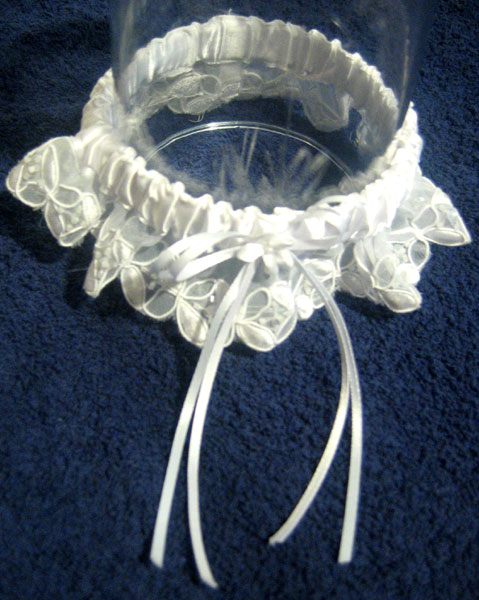
بند جوراب لباس عروسی دور یک لیوان شراب

بند جوراب (به انگلیسی: garter) بند نخی نازکی است که جوراب ساق بلند را بالا نگه می‌دارد. در قدیم بند جوراب درست زیر زانو که پا نازک می‌شود پیچانده می‌شد. با پیدایش مواد کشسان، بند جوراب عملاً کاربردش را از دست داد اما همچنان برای مُد پوشیده می‌شود. بند جوراب‌های امروزی روی ران قرار می‌گیرند و به کمر متصل می‌شوند. بند جوراب پوششی هم برای مردان و هم زنان است.

## نگارخانه

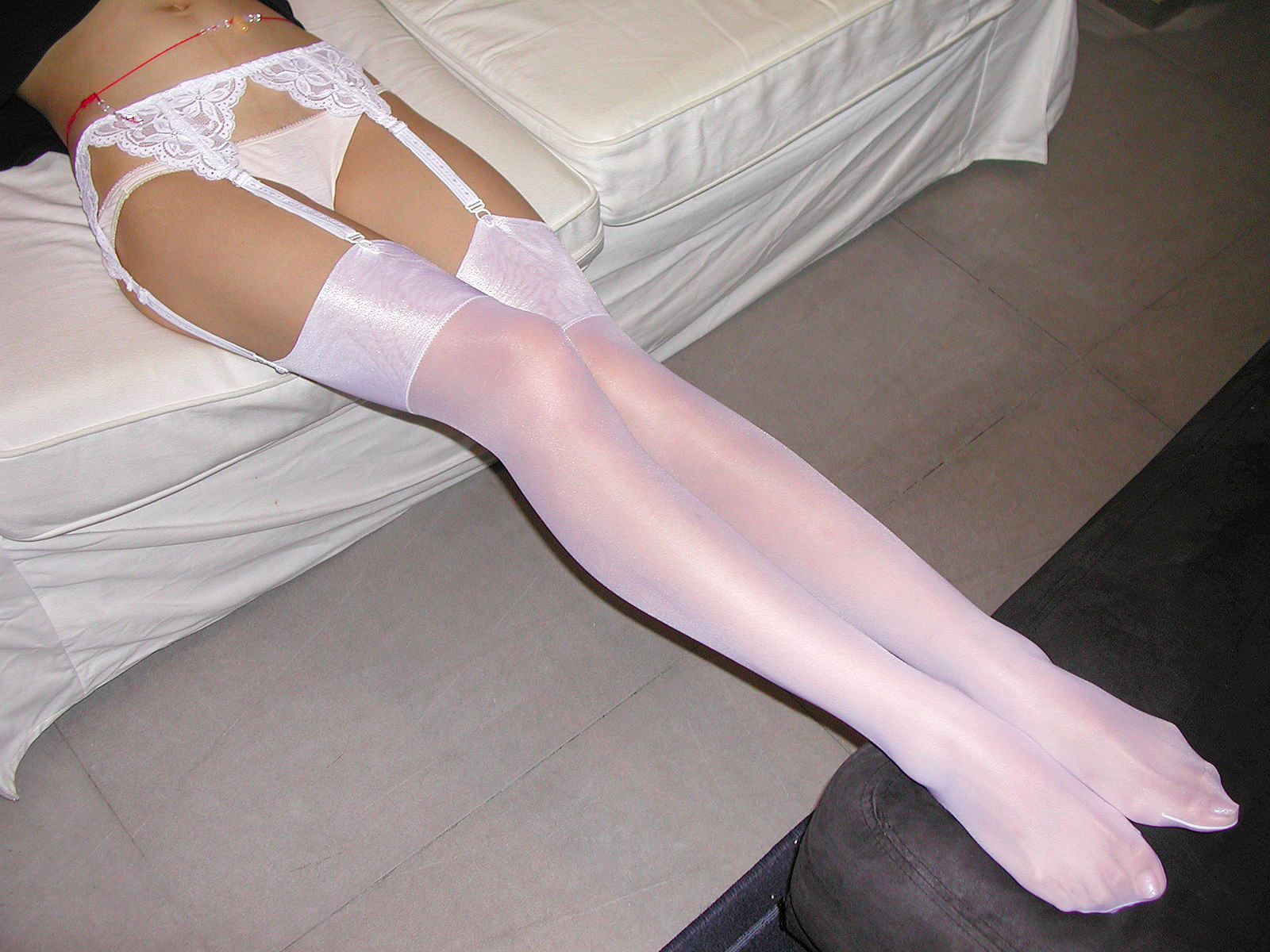
بند جورابی که از یک طرف به کمربند جوراب و از طرف دیگر به خود جوراب متصل می‌شود.
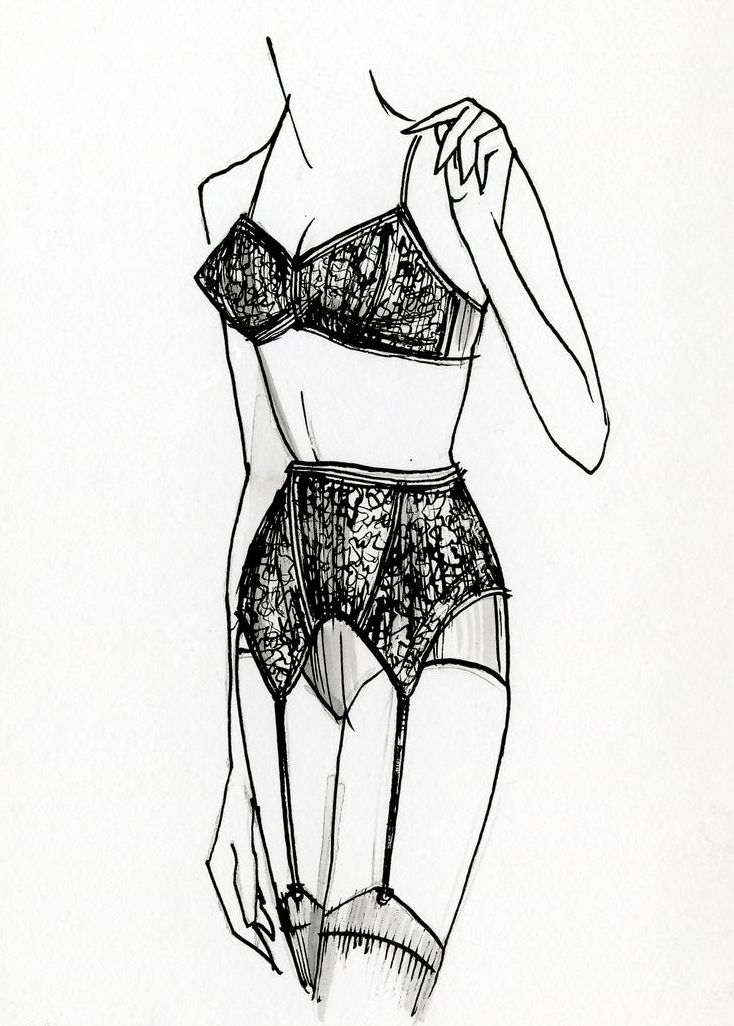
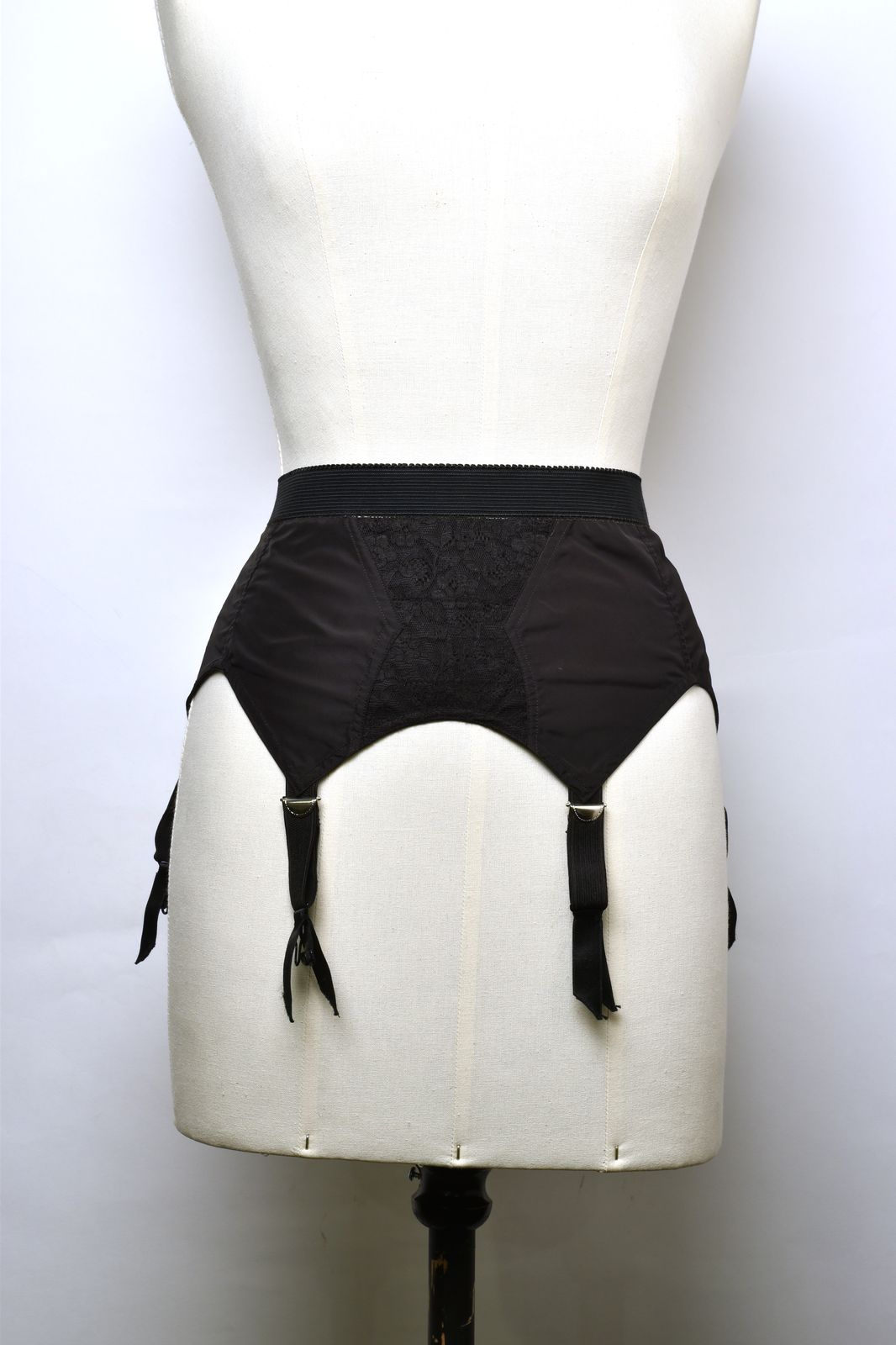
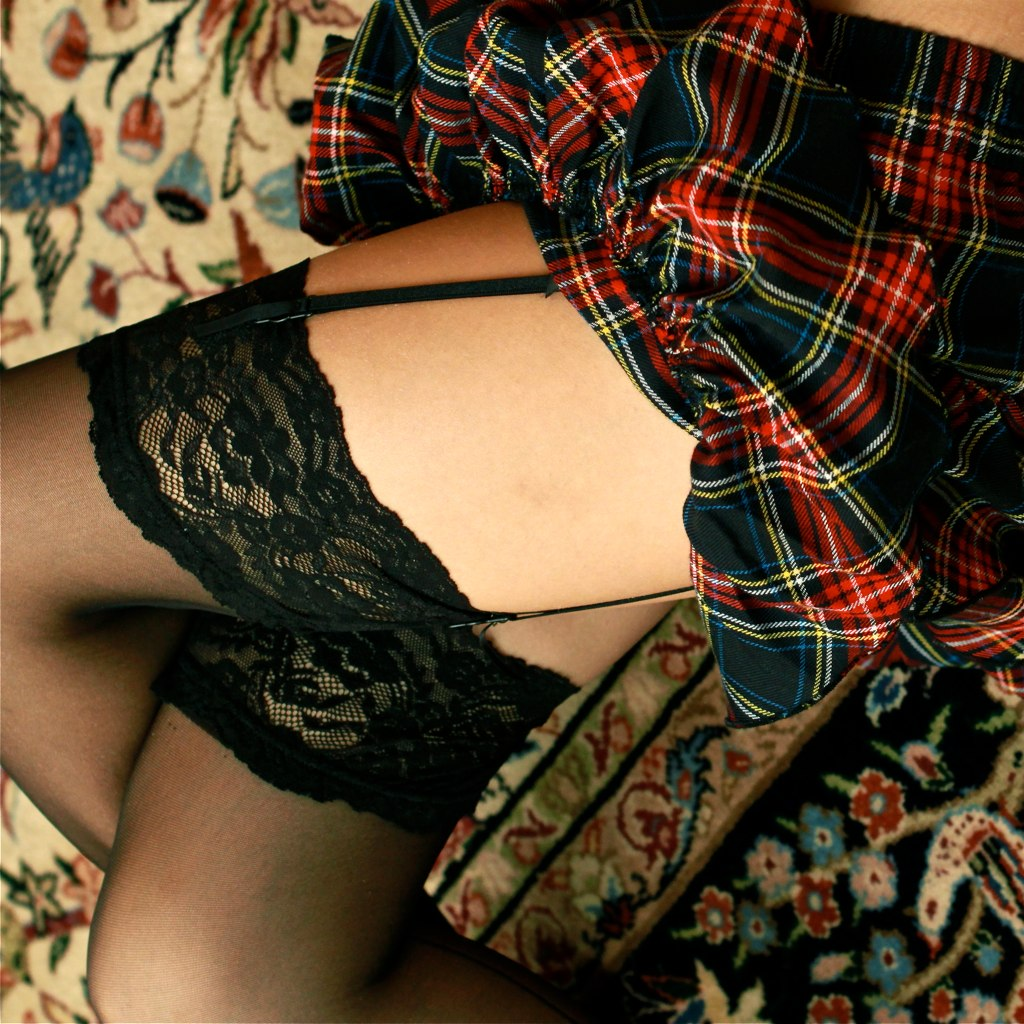